# Shinobue

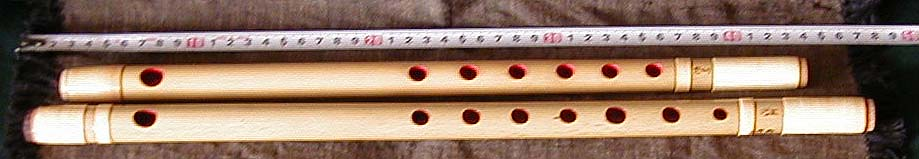
Shinobue.

La petite flûte traversière en bambou shinobue (篠笛) est utilisée au Japon dans divers styles dont le Min'yō, le nagauta, la musique accompagnant les festivals (hayashi), le kabuki… 
La flûte est percée de sept trous de jeu et l'intérieur est laqué. Elle donne une gamme diatonique majeure plus une altération permettant de jouer les modes les plus usités en musique japonaise. La flûte misatobue est très proche et possède un répertoire comparable.
La tonalité de la flûte est donnée par un chiffre allant de 3 à 12 généralement, représentant une montée de demi-ton en demi-ton, trois étant le sol grave, quatre le sol dièse, etc.